# Michel Doomst
Michel Th. Doomst, né le 13 novembre 1953 à Gooik est un homme politique belge flamand, membre du CD&V.
Il est licencié en philologie germanique.

## Fonctions politiques
- Ancien conseiller à la province du Brabant.
- Membre du parlement flamand du 4 juillet 1995 au 13 juin 1999.
- Bourgmestre de Gooik
- Député fédéral :
  - du 10 juin 2007 au 12 mai 2010.
  - depuis le 6 décembre 2011 au 5 mars 2013 en remplacement de Steven Vanackere, ministre.
- Député flamand :
  - au 25 mai 2014